# Recchia ravida
Recchia ravida là một loài bọ cánh cứng trong họ Cerambycidae.